# Blauparadiesvogel
Der Blauparadiesvogel (Paradisaea rudolphi, Syn.: Parasidornis rudolphi) ist ein Vogelart der Gattung der Eigentlichen Paradiesvögel (Paradisaea) aus der Familie der Paradiesvögel (Paradisaeidae), die ausschließlich in einem kleinen Gebiet in Papua-Neuguineas vorkommt, wo sie nur Höhenlagen besiedeln. Obwohl das Verbreitungsgebiet klein ist, werden zwei Unterarten unterschieden. Die adulten Männchen, die leuchtend blaue Flügel und seidenartig verlängerte Flankenfedern haben, gelten als einer der schönsten Arten innerhalb der Familie der Paradiesvögel.
Der Blauparadiesvogel wird oft als eine Art der Gattung der Paradisaea eingestuft, teilweise jedoch auch in die eigenständige Gattung Parasidornis gestellt, deren einziger Vertreter er ist.

## Beschreibung

### Körperbau und -maße
Der Blauparadiesvogel ist mit einer Körperlänge von bis zu 30 Zentimeter einer der mittelgroßen Paradiesvogel. Inklusive des stark verlängerten mittleren Steuerfederpaars erreichen die Männchen sogar eine Länge von 67 Zentimeter. Das übrige Schwanzgefieder misst 7,6 bis 9,1 Zentimeter, so dass das mittlere Steuerfederpaar, das 34 bis 45,2 Zentimeter lang ist, dieses deutlich überragt. Das Weibchen, das mit einer durchschnittlichen Körperlänge von 30 Zentimeter so groß ist wie das Männchen, hat ein Schwanzgefieder mit einer Länge zwischen 9 und 10,1 Zentimeter. Das mittlere Steuerfederpaar ist bei ihr nicht verlängert, sondern entspricht in seiner Länge dem übrigen Schwanzgefieder.
Der Schnabel ist bei den Männchen 3,9 bis 4,2 Zentimeter lang, bei den Weibchen ist der Schnabel mit 3,6 bis 4,1 Zentimeter fast gleich lang. Männchen wiegen durchschnittlich 178 Gramm. Für Weibchen liegt das Gewicht bis jetzt nur für ein Individuum vor, das 157 Gramm wog.

### Männchen

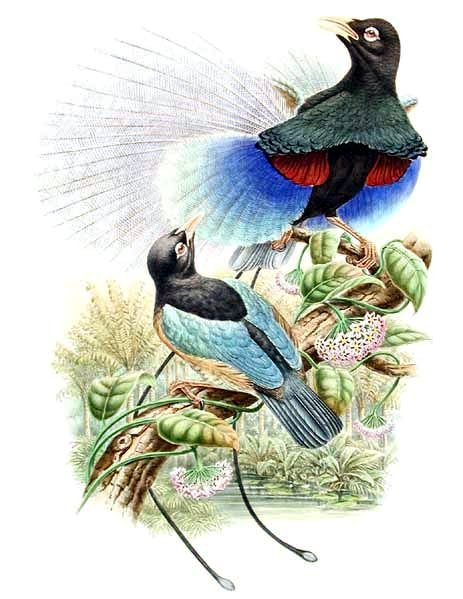
Ein Paar Blauparadiesvögel: Rechts oben das Männchen, links unten das Weibchen, dessen zimtfarbene Körperunterseite erkennbar ist.

Bei dem Männchen ist der Kopf, der Hals und der Mantel glänzend samtschwarz mit einem grünlichen Schimmer. Lediglich der hintere Scheitel und der Nacken glänzen unter bestimmten Lichtverhältnissen auch magentafarben. Die Augen sind stark betont, weil sie von zwei halbmondförmigen Bögen silberfarbener Federn eingerahmt sind. Der Rücken und der Bärbel sind schwarz, mit einem blaugrünen Schimmer auf dem oberen Rücken sowie einem blauen bis indigofarbenen Schimmer auf dem übrigen Rücken sowie dem Bürzel. Die Oberschwanzdecken sind schwärzlich mit einem kobaltblauen Schimmer. Die Flügel und die Oberseite des Schwanzgefieders sind Preußischblau bis Kobaltblau.
Das mittlere Steuerfederpaar ist bei Männchen stark verlängert. Die Außenfahnen dieser verlängerten Steuerfedern sind schwarzblau, die Federenden sind spatenförmig verbreitert und haben bei bestimmten Lichtverhältnissen einen intensiven blauen Schimmer. Die Vorderbrust ist mattschwarz und schimmert nur in geringem Maße Kobaltblau. Der Schimmer nimmt an der unteren Brust in Intensität zu. Der Bauch ist samtschwarz, die Schenkel und die Unterschwanzdecken sind schwarzbraun. Die Flankenfedern sind stark verlängert. Auf der Oberseite sind sie rostfarben, auf der Unterseite dagegen überwiegend blau. Auf beiden Seiten der Flanken findet sich jedoch auch an den Bauchseiten je ein dunkelroter und darüber ein schwarzer Fleck.
Der Schnabel ist kalkig weißblau, die Iris ist Braun, die Beine und Füße sind grauviolett. Das Schnabelinnere ist gelb.

### Weibchen
Bei den Weibchen ist der Kopf und die Körperoberseite ähnlich wie beim Männchen gefiedert. Die schwarzen Körperpartien sind jedoch matter und eher sehr dunkel schwarzbraun. Der irisierende Schimmer des Gefieders fehlt bei ihnen weitgehend. Auf der Körperunterseite weichen sie dagegen deutlich vom Gefieder des Männchens ab. Das Gefieder geht auf der Brust in ein dunkles Zimtfarben über, lediglich die Schenkel sind schwarzbraun. Bei einigen Individuen findet sich auf der Bauchmitte außerdem eine nur diffus ausgeprägte schwarze Querbänderung. Bei allen Individuen ist jedoch der Bürzel quergebändert. Die Bänderung ist insbesondere bei jungen Weibchen ausgeprägter. Das Schwanzgefieder ist ähnlich wie bei den Männchen gefärbt. Das Blau ist jedoch nicht so intensiv und hat einen stärker ausgeprägten Grauton.

### Jungvögel
Gerade ausgeflogene Nestlinge haben noch einen schwärzlichen Schnabel mit einer weißen Spitze und ein gelbes Schnabelinnere. Die halbmondförmigen Sicheln, die das Auge umfassen, sind bei ihnen schon gegeben. Das Körpergefieder ist auf der Oberseite noch matt rußschwarz, die Unterseite ist rotbräunlich. Die Flügeldecken und die Armschwingen sind mattblau.
Jungvögel gleichen dann zunächst dem adulten Weibchen. Junge Männchen weisen dann zunehmend auch einzelne Federn des männlichen Gefieders auf. Mit zunehmendem Alter zeigen noch nicht geschlechtsreife Männchen dann auch bereits das stark verlängerte mittlere Steuerfederpaar.

## Verbreitungsgebiet und Lebensraum

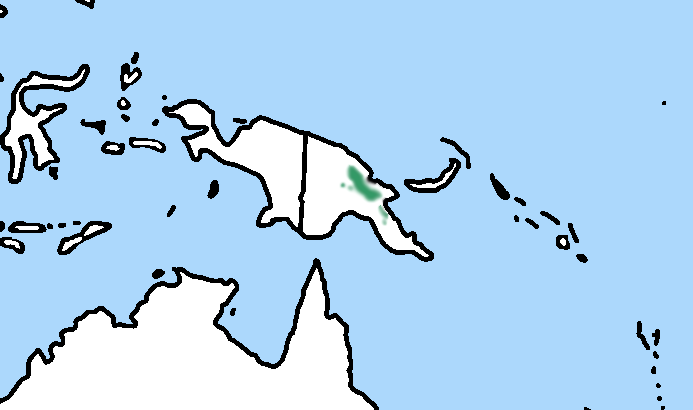
Bekannte Vorkommen des Blauparadiesvogels

Der Blauparadiesvogel kommt ausschließlich im östlichen und zentralen Hochland von Papua-Neuguinea. Die westliche Verbreitungsgrenze verläuft in der Provinz Eng etwa entlang des Hagengebirge bis zur Region um die Stadt Tari im Süden des Hochlandes. Er kommt in Höhenlagen zwischen 1100 und 2000 Metern vor, wobei der Verbreitungsschwerpunkt zwischen 1400 und 1800 Metern liegt. Der Blauparadiesvogel ist grundsätzlich ein eher seltener Vogel, er ist auf allem an den Nordhängen im Südosten von Papua-Neuguinea sehr selten.
Der Lebensraum sind Bergwälder, Waldränder sowie aufgegebene Gärten, die höheren Sekundärbewuchs aufweisen. Nach bisherigen Untersuchungen kommt der Blauparadiesvogel auch in Waldgebieten mit Holzeinschlag vor, wenn entweder der Sekundärwald ein Alter von mindestens 25 Jahren hat oder Reste des Primärwaldes vorhanden sind.

## Lebensweise
Während Weibchen und junge Männchen gelegentlich in kleinen Trupps zu beobachten sind, leben die adulten Männchen einzelgängerisch. Die Weibchen sind gelegentlich auch mit anderen Arten der Paradiesvögel vergesellschaftet. Mindestens ein Männchen wurde jedoch dabei beobachtet, dass er direkt in der Nähe eines Balzplatzes des Blaunacken-Paradiesvogels balzte und während der Nacht wenige Centime von einem Weibchen dieser Art ruhte. Sowohl ein Männchen als auch ein Weibchen wurden in einem Trupp von Carola-Paradiesvögeln beobachtet.
Blauparadiesvögel halten sich vorwiegend in oberen und mittleren Baumregionen auf. Weibchen sind tendenziell eher in den mittleren Baumregionen anzutreffen. Während der Nahrungssuche kommen sie gelegentlich bis auf ein oder zwei Meter über dem Erdboden herab.

## Nahrung

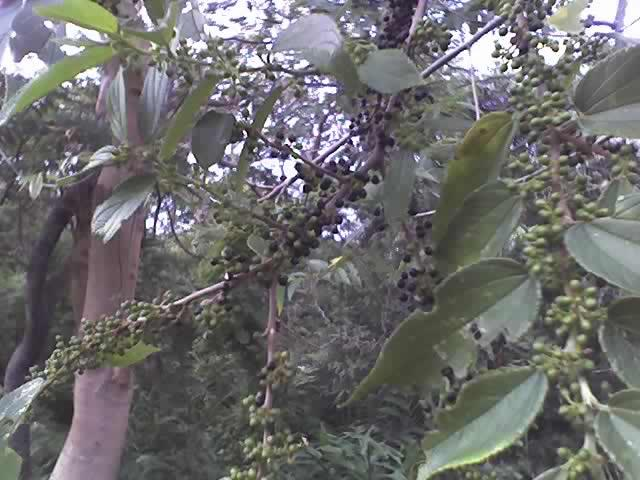
Reife und unreife Früchte von Trema orientalis

Die Nahrung des Blauparadiesvogels besteht vor allem aus Früchten, daneben fressen sie aber auch Insekten und andere Wirbellose, die sie von Blättern und Baumästen picken.
Zu den besonders häufig gefressenen Früchten zählen die von Trema orientalis, Strahlenaralien, die von verschiedenen Pfeffer und Planchonella-Arten sowie die verschiedener Wildbananen. Wie bei vielen Prachtvogelarten spielen außerdem Wildfeigen eine größere Rolle bei der Deckung des Nahrungsbedarfes. Es wird für möglich gehalten, dass Blauparadiesvögel eine besondere Rolle des Ausbreiters der Diasporen einiger Strahlenazalien übernehmen (sogenannte Ornithochorie). Fruchttragende Bäume dieser Art werden von Blauparadiesvögeln aggressiv verteidigt. Ein Weibchen wurde dabei beobachtet, wie sie neben dem Blaunacken-Paradiesvogel auch Prachtparadiesvögel und Sichelschwanzparadiesvögel aus fruchttragenden Bäumen dieser Art vertrieb. Sie hielt sich auch nachdem sie ihren Nahrungsbedarf gedeckt hatte, in der Nähe des Baumes auf. Thane K. Pratt vermutet, dass sie dies tat, um mögliche Nahrungskonkurrenten rechtzeitig zu entdecken und zu vertreiben. Dagegen wurden Blauparadiesvögel in anderen fruchttragenden Bäumen sowohl in Gesellschaft von Artgenossen als auch mehreren Carola-Paradiesvögeln und Sichelschwanz-Paradiesvögeln beobachtet.
Wirbellose haben eine nachrangige Bedeutung bei der Deckung des Nahrungsbedarfes. Bei fünf Individuen, deren Mageninhalt untersucht wurde, machte der Anteil von Wirbellosen zwischen 0 und 30 Prozent aus. Aus Beobachtungen und Kotproben schließt man, dass im Schnitt der Nahrungsbedarf nur zu 15 Prozent mit Wirbellosen gedeckt wird. Gelegentlich sind Blauparadiesvögel dabei zu beobachten, wie sie Baumrinde und Schlingpflanzenlianen nach solchen absuchen. Auch moosbedeckte Äste werden von ihnen mit dem Schnabel nach Insekten abgesucht. Zum Nahrungsspektrum gehören unter anderem Kakerlaken und Heuschrecken, die sie auf solchen Ästen finden. Daneben fressen sie Ameisen, Spinnen, Grillen und vereinzelt auch Wespen.
Es ist noch nicht abschließend untersucht, wie Blauparadiesvögel ihren Flüssigkeitsbedarf decken. Ein einzelnes Männchen wurde dabei beobachtet, wie es aus der Wasseransammlung in der Mitte der Blattkrone eines Baumfarns trank.

## Fortpflanzung

### Paarungsverhalten
Wie viele Paradiesvögel ist auch diese Art polygyn, das heißt, das Männchen versucht, sich mit so vielen Weibchen wie möglich zu paaren. Nach der Paarung gehen die Partner keine eheähnliche Gemeinschaft ein, sondern das Weibchen baut das Nest allein und zieht allein den Nachwuchs groß.

### Balzplatz

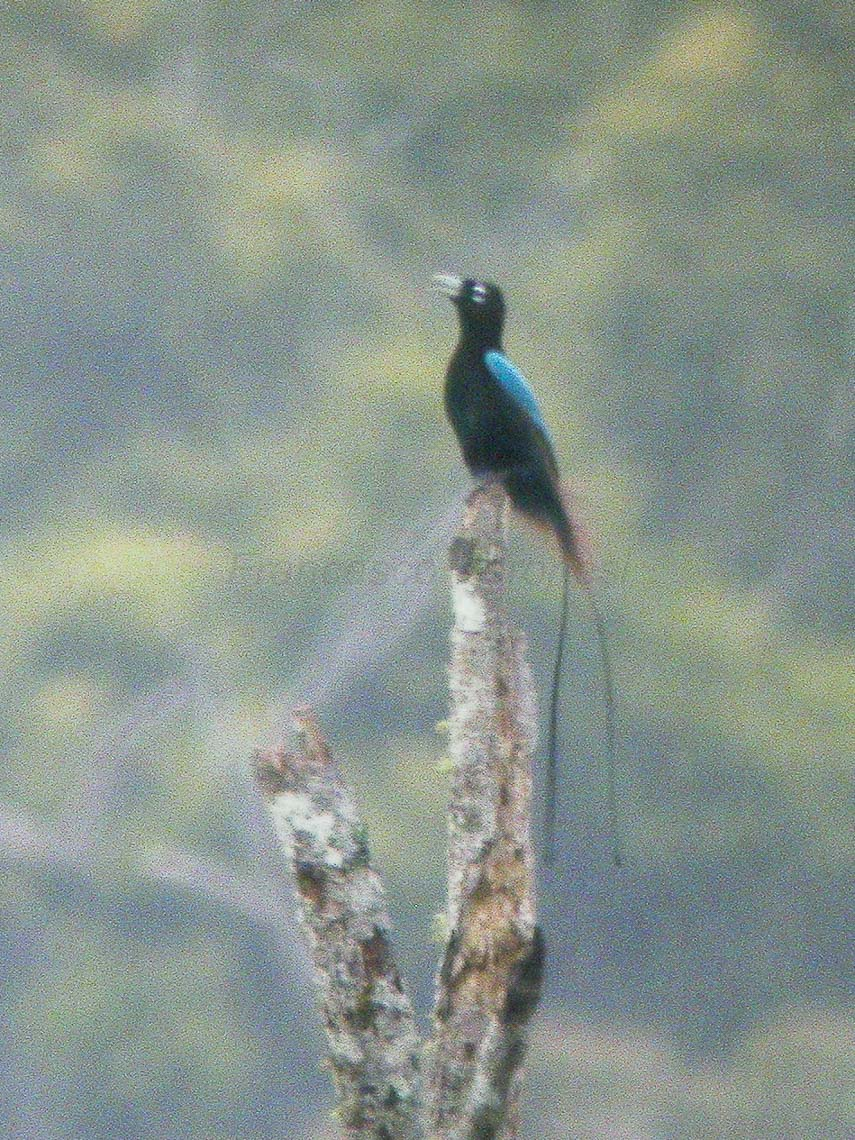
Männchen, Papua-Neuguinea

Anders als bei den nahe verwandten Eigentlichen Paradiesvögeln gibt es beim Männchen des Blauparadiesvogels keine Gemeinschaftsbalz, sondern das Männchen verteidigt ein eigenes Balzrevier. Die Männchen rufen zunächst in den frühen Morgenstunden von einer exponierten Ansitzwarte aus, um Weibchen anzulocken Die eigentliche Balz findet jedoch gewöhnlich in einer Höhe von einem bis drei Meter über dem Erdboden statt. Ähnlich wie die Eigentlichen Paradiesvögel entfernt das Männchen dort Blätter in der unmittelbaren der Balzwarte. Bis zu vier Weibchen wurden in der Nähe dieses Balzplatzes beobachtet. Gewöhnlich balzen die Männchen zwischen 6 und 9 Uhr 30 am Morgen, seltener bis zu den Mittagsstunden und balzen gelegentlich auch am Nachmittag.

### Balz
Finden sich Weibchen in der Nähe des Balzplatzes ein, schwingt das Männchen sich an seinem Ast nach hinten, bis es kopfüber hängt und spreizt seine blauen Flankenfedern. Der Kopf ist dabei nach einer Seite gedreht, der Schnabel befindet sich entweder parallel zum Ast oder weist auf eines der anwesenden Weibchen. Das verlängerte Steuerfederpaar weist senkrecht nach oben. Die Flankenfedern werden durch kleine Guckbewegungen ständig in Bewegung gehalten, so dass es sich wellenartig bewegt. Durch rhythmisches Aufplustern des schwarzen, rot zentrierten Kehlsackes entsteht ein summender, vibrierender Ton.
Ein interessiertes Weibchen setzt sich dann direkt über das kopfüber hängende Männchen. Auf diesem Höhepunkt der Balz zieht das Männchen die bis dahin ausgestreckten Beine an und weist mit Kopf und Schnabel direkt auf seine Bauchmitte. Dem Weibchen wird dabei der schwarze Bauchfleck präsentiert, der von den blauen Flankenfedern eingerahmt ist. Es kommt gelegentlich vor, dass die Weibchen sich auf eine Aststelle neben dem kopfüber hängenden Männchen setzen. Das Männchen bewegt sich dann durch kleine Seitwärtsschritte zur Seite, bis es direkt unter dem Weibchen hängt.
Sofern das Weibchen nicht das Interesse verliert und wegfliegt oder – was gleichfalls häufiger vorkommt – das Männchen seine Balz unterbricht, folgt dann die Paarung. Dazu schwingt sich das Männchen unter Zuhilfenahme seiner kräftigen Beine und Krallen mit dem Kopf voran wieder auf den Ast. Das Weibchen dreht sich dann von dem Männchen weg und signalisiert durch Bewegungen des Schwanzgefieders seine Paarungsbereitschaft.

### Nest, Gelege und Aufzucht der Jungvögel
Das Weibchen baut ein flaches Schalennest. Bislang gefundene Nester befanden sich 4, 9, 19 und 21 Meter über dem Erdboden. Das Nest wird aus Streifen von Schraubenbaumblättern, Teilen von Schlingpflanzen, Orchideenstängeln und den Fasern von Palmen gebaut.
Das Gelege besteht aus einem einzelnen Ei, nur sehr selten kommen Gelege vor, die zwei Eier umfassen. Die Eier haben eine blass lachsfarbene Grundfarbe und weisen die länglichen Flecken auf, wie sie für Arten der Unterfamilie der Eigentlichen Paradiesvögel typisch sind. Das Weibchen bebrütet das Gelege allein, die Brutzeit beträgt mindestens 18 Tage. Über die Aufzucht der Nestlinge in freier Wildbahn ist nur sehr wenig bekannt. Ein Weibchen, das einen fast flügge Nestling versorgte, fütterte ihm überwiegend Früchte, die sie am Nestrand hervorwürgte. Sie fütterte dem Nestling allerdings auch eine hochgewürgte, kleine Eidechse sowie eine Grille.

## Gefährdung
Wie viele Arten ist der Blauparadiesvogel durch Habitatverlust bedroht. Insbesondere durch Rodung großer Waldgebiete beziehungsweise deren Umwandlung in landwirtschaftlich genutzte Flächen, entsteht eine Gefahr für die ohnehin kleinen Bestände der Art. Die Rodungen im Verbreitungsgebiet nehmen zu, weil dort die Bevölkerungszahlen ansteigen. Die traditionelle Landnutzung mit Gärten und kleinen Agrarflächen muss allerdings nicht notwendigerweise zu einem Verschwinden des Blauparadiesvogels in einem in dieser Weise vom Menschen überformten Habitat führen. Blauparadiesvögel kommen durchaus in kleinmosaikigen Flächen bestehend aus Waldresten und Gärten vor.
Eine deutlich größere Bestandsgefährdung geht für den Blauparadiesvogel durch die anhaltende Bejagung aus. Die Federn und Bälge einer Reihe von Paradiesvögeln werden seit einem sehr langen Zeitraum von mehreren indigenen Ethnien Melanesiens zu traditionellem Kopf- und Körperschmuck verarbeitet. Eine besondere Rolle spielen sie bei den Völkern auf Neuguinea und hier insbesondere bei den Völkern, die im Hochland von Papua-Neuguinea leben. Sie sind daher ein wichtiges Handels- und Prestigeobjekt.
Das Verbreitungsgebiet des Blauparadiesvogels liegt in dem Gebiet, in dem mehrere Völker Federn von Paradiesvögeln als Bestandteil von Zeremonialgewändern nutzen. Die Jagd konzentriert sich ausschließlich auf die Männchen, weil den Weibchen diese Schmuckfedern fehlen. Bevor auf Neuguinea Gewehre verbreitet waren, erfolgte die Jagd ausschließlich mit Pfeil und Bogen, Leimruten und Fallen. Jäger nutzten häufig die traditionellen Leks – die Balzplätze, an denen sich mehrere Männchen versammeln – um die Männchen mit ihrem Schmuckgefieder zu jagen. Bei der Jagd werden bevorzugt stumpfe Pfeile genutzt, um das Gefieder nicht zu verletzen. Ein Gesetz in Papua-Neuguinea lässt sogar ausschließlich die traditionelle Jagd mit Pfeil und Bogen oder Schleuder zu. Die traditionelle Jagd wirkt sich bei den polygonen Arten nicht zwangsläufig bestandsmindernd aus: Es werden in der Regel die ältesten Männchen gejagt, die das ausgeprägteste Schmuckgefieder haben. Dort, wo sie fehlen, paaren sich die Weibchen mit den jüngeren Männchen. Beim Blauparadiesvogel führen jedoch mittlerweile mehrere Faktoren dazu, dass offenbar die Art zunehmend weniger in der Lage ist, die Populationsverluste zu kompensieren:
- Sowohl Bälge als auch einzelne Federn werden gelegentlich an Touristen verkauft, obwohl die Ausfuhr aus dem Land illegal ist.
- Die Gelegenheiten, bei denen Zeremonialgewänder getragen werden, hat zugenommen. So sind sowohl der Unabhängigkeitstag aber auch Weihnachten mittlerweile Anlässe für das Tragen dieser federgeschmückten Kleidungen oder des federgeschmückten Kopfschmucks.
- Durch die zunehmende Bevölkerungsdichte gibt es mehr Kinder, die Weibchen auf dem Nest mit Schleudern töten.[10]
- Es fehlt an einer Exekutive, die die Durchsetzung von Gesetzen und Vorschriften zur Bejagung sicherstellt. Von den indigenen Völkern werden diese Regelungen darüber hinaus teils nicht verstanden beziehungsweise sie sind für sie nicht nachvollziehbar, so dass sie keinen Einfluss auf Jagd- und Handelspraktiken haben.[10]

Insgesamt wird die Bestandssituation wird von der IUCN mit VU (= vulnerable / gefährdet). eingeschätzt. Der Gesamtbestand wird auf maximal 10.000 Brutpaare geschätzt, liegt aber wahrscheinlich wesentlich niedriger. Bestandsstabilisierend wirkt sich aus, dass große Teile des Verbreitungsgebietes dieser Art nicht besiedelt ist und wegen seiner Unzugänglichkeit auch eine Besiedelung nicht absehbar erfolgen wird.

## Hybride
Die Neigung von Paradiesvögeln, sich mit anderen Arten ihrer Familie zu kreuzen, ist bereits zu Beginn des 20. Jahrhunderts von Anton Reichenow und damit fast früher als für jede andere Vogelfamilie beschrieben worden. Die meisten Hybriden, die entdeckt werden, sind Männchen – bei ihnen fallen abweichende Gefiedermerkmale stärker auf als bei den unscheinbarer gefärbten Weibchen. Vogelbälge der Männchen kommen außerdem häufiger in den Handel, weil sie als Brautpreis oder Handelsgut bei den indigenen Völkern Neuguineas eine große Rolle spielen. Abweichend davon ist ein Weibchen wissenschaftlich beschrieben worden, das aus einer Kreuzung des Blaunacken-Paradiesvogels mit dem Blauparadiesvogel hervorgegangen ist.

## Dedikationsnamen

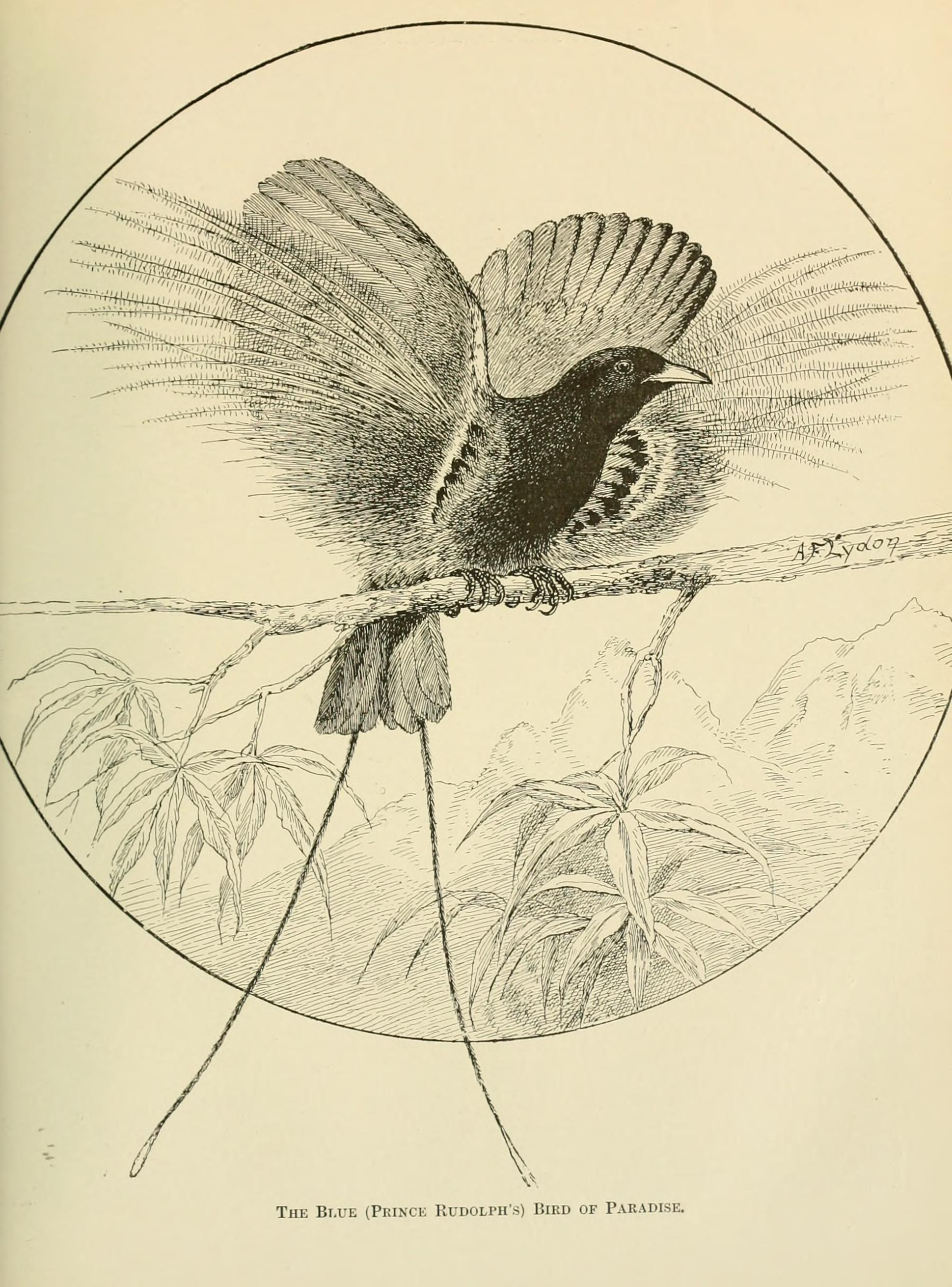
Darstellung eines Blauparadiesvogel in einem Handbuch zur Vogelhaltung, 1910

Das Artepitheton rudolphi des 1884 von Carl Hunstein entdeckten Blauparadiesvogels (Paradiesaea rudophi) ehrt den Kronprinzen Rudolf von Österreich-Ungarn. Zeitgleich wurde seine Ehefrau in ähnlicher Weise geehrt: Die deutsche Bezeichnung und das Artepitheton der Stephanie-Paradieselster, eine Art der ebenfalls zu den Paradiesvögeln zählenden Paradieselstern wurden zu Ehren von Stephanie von Belgien vergeben, zum Zeitpunkt der wissenschaftlichen Erstbeschreibung Kronprinzessin von Österreich-Ungarn.